# Chlidanotini
De Chlidanotini zijn een geslachtengroep van vlinders uit de familie bladrollers (Tortricidae).

## Geslachten
- Archimaga
- Auratonota
- Branchophantis
- Caenognosis
- Chlidanota
- Daulocnema
- Diabolo
- Electracma
- Gnaphalostoma
- Heppnerographa
- Hynhamia
- Iconostigma
- Leurogyia
- Macrochlidia
- Metrernis
- Monortha
- Picroxena
- Pseudocomotis
- Trymalitis
- Utrivalva